# Battaglia di San Juan e Chorrillos
Le battaglie di San Juan e Chorrillos si svolsero il giorno 13 gennaio del 1881, nel quadro della Guerra del Pacifico. In queste battaglie si affrontarono gli eserciti del Cile e del Perù.  Gli storici cileni spesso distinguono tra battaglia di Chorrillos e battaglia di San Juan, mentre quelli peruviani si riferiscono a tutto lo scontro come alla battaglia di San Juan.
Queste battaglie si svilupparono una dopo l'altra a Villa, nelle pampas di San Juan e Santa Teresa, sulla collina Marcavilca, il morro Solar e il villaggio di Chorrillos. Dopo otto ore di combattimenti in diversi fronti, l'esercito cileno prevalse. Dopo la battaglia, vi furono incendi e saccheggi a Chorrillos e Barranco e, il giorno dopo, fu stabilita una tregua e si iniziarono trattative, mentre entrambi gli eserciti si preparavano per un possibile ulteriore scontro, che si produsse nella battaglia di Miraflores, dopo la quale le truppe cilene entrarono a Lima.

## Antecedenti
Dopo essersi assicurato il controllo nelle zone di Tarapacá, Arica e Tacna, nel governo cileno discusse sui passi successivi della guerra, constatando che aveva tentato senza successo di rompere l'alleanza Perù-Bolivia, offrendo i territori di Arica come naturale sbocco al mare. Una forte corrente di opinione diffidava di questo "politica boliviana", ed esigeva che il governo continuasse la guerra con l'invasione di Lima, ma il presidente di Cile Aníbal Pinto desiderava evitare ulteriori spargimenti di sangue, e porre fine ai costi della guerra. Come soluzione intermedia, che dimostrasse al governo peruviano la sua incapacità per difendere il suo territorio, e la convenienza di accettare le condizioni di pace offerte dal Cile, il governo cileno ordinò la Spedizione Lynch con l'ordine di riscuotere contributi dai ricchi proprietari delle piantagioni di canna da zucchero, ed impedire gli sbarchi di armi che arrivavano da Panama. Lo stesso fine aveva la spedizione a Mollendo. Quasi parallelamente si concretizzò l'intervento statunitense attraverso William Evarts, segretario di stato del Presidente James Garfield, che promosse le Conferenze di Arica del 1880, con il fine di contenere il conflitto, che danneggiava sia i commerci che l'industria della regione e faceva temere agli statunitenzi un intervento europeo negli affari americani, contrario alla Dottrina Monroe. Il Cile esigeva il trasferimento di Tarapacá, un rimborso economico, la restituzione del vapore Rímac, e l'abrogazione del Patto Segreto Perù – Bolivia del 1873. Arica, Secondo le proposte cilene, doveva rimanere al Perù, ma essere demilitarizzata. Ciononostante, Il ministro plenipotenziario statunitense in Bolivia, Charles Adams, aveva assicurato agli alleati che in caso mancato un accordo durante la conferenza,  avrebbero imposto al Cile un arbitrato favorevole agli alleati. Per questa ragione per i governi di Campero e Piérola era più vantaggioso non consegnare i territori occupati, e lasciare che gli statunitensi imponessero la pace, senza trasferimento di territori.
Dopo il fallimento della conferenza di Arica, il rifiuto boliviano delle offerte cilene di rompere l'alleanza con Perù ed il rifiuto dei peruviani a negoziare, il governo cileno, desideroso di terminare la guerra, decise l'occupazione di Lima.

### Sbarco Cileno a Chilca

Sbarchi dell'esercito cileno tra Pisco e Lurín durante la Campagna di Lima.

Il porto di Chilca, situato 70 km a sud di Lima, fu scelto dallo stato maggiore cileno come punto di sbarco dato che si riteneva poco probabile la presenza di forze peruviane importanti.
Il 20 di novembre di 1880 la 1.ª Divisione cilena forte di 8.800 uomini, imbarcati in 15 navi da trasporto e le corvette Chacabuco e O'Higgins, sbarcò a Paracas, vicino a Pisco, proveniente da Arica, al comando del generale José Antonio Villagrán Correas. La divisione fu rinforzata con 3.500 soldati che arrivarono il 2 dicembre sulla corvetta Abtao e sulla cannoniera Magallanes, al comando del colonnello José Francisco Gana Castro. Questa Divisione doveva marciare verso nord, ma per mancanza di mezzi solo la brigata al comando di Patricio Lynch proseguì, mentre il resto della divisione dovette tornare a Pisco da dove si reimbarcó verso nord. Dopo questo insuccesso, il Capo dell'Esercito cileno ordinò il ritorno di Villagrán in Cile e la sua sostituzione con Lynch.
Il 22 di dicembre sbarcarono a Curayaco e Lurín 15.000 soldati cileni con gli equipaggiamenti bellici da 29 navi da trasporto sotto la protezione delle fregate corazzate Blanco Encalada e Cochrane, e della corvetta O'Higgins . Il 25 e 26 dicembre arrivarono dopo otto giorni di marcia, le due metà della brigata Lynch, a 24 ore di intervallo l'una dall'altra per facilitare il rifornimento di viveri e acqua. Il tragitto di 180 km non incontrò quasi resistenza peruviana, a parte qualche attacco di montanari locali.
Le truppe cilene stabilirono l'accampamento nella valle di Lurín, che offriva acqua, foraggio ed alimenti alle forze della spedizione.
Il comando peruviano inviò il colonnello Pedro José Sevilla e i Cacciatori del Rimac, con 200 cavalleggeri armati di carabina, a sorvegliare l'avanzata cilena, affrontandoli a Yerba Buena (Cañete) y poi a Bujama (Mala).  Il comando cileno inviò contro le truppe peruviane il colonnello Orozimbo Barbosa; il combattimento avvenne il 27 dicembre al Manzano, dove Sevilla cadde prigioniero.
Le truppe cilene effettuarono confische di denaro e bestiame ai ricchi proprietari della valle di Cañete. Mille coolies, che erano venuti a mettersi a disposizione dei reggimenti cileni sperando di questo modo di liberarsi dal loro impegno con i proprietari, aiutarono le truppe cilene come portatori. Dalle tenute confiscate furono requisiti più di seicento somari, che furono caricati con sacchi, armi, viveri, barili d'acqua e utensili da cucina.

### Ricognizione del terreno
Per esaminare il terreno, la spedizione realizzò varie missioni tra la linea di difesa peruviana e Lurín. Lo stesso capo delle forze cilene, Baquedano, uscì sul terreno tre volte sulla strada cammino di Ate e per la Tablada di Lurín (sul lato della costa). Anche Barbosa e Carlos Wood effettuarono missioni: nella più importante, condotta da Barbosa, furono impiegati soldati delle tre armi (fanteria, cavalleria e artiglieria), per verificare la possibilità di un aggiramento verso Ate.
Scontro della Rinconada

Movimenti delle truppe cilene prima della battaglia, secondo Francisco Machuca, "Le quattro Campagne della Guerra del Pacifico", Volume 3. Il tragitto proposto da Vergara è indicato dalla linea arancio

Nella Rinconada di Ate si trovava dal 4 di gennaio di 1881 il colonnello peruviano Mariano Vargas con di 340 soldati, composta dai piccoli proprietari e dagli abitanti dei villaggi della zona, armati con fucili Minié e pezzi di artiglieria. Vargas dispose la sua artiglieria sulla collina Vásquez. Il 9 di gennaio di 1881, la divisione cilena di Barbosa arrivò a Pampa Grande (Musa, La Planicie) dopo una marcia per la gola di Manchay da Pachacámac (Lurín). La divisione di Barbosa affrontò gli uomini di Vargas nel combattimento della Rinconada di Ate, costringendo Vargas a ritirarsi fino alla collina Vásquez, dove l'artiglieria peruviana entrò in azione ma senza causare perdite di rilievo alla divisione cilena, che dopo aver ispezionato la zona si ritirò a Pampa Grande.

## Preparazione della battaglia

### La proposta di José Francisco Vergara
Nello stato maggiore cileno c'erano due proposte per sconfiggere le difese peruviane; un attacco frontale proposto da Baquedano e un movimento aggirante sull'ala destra cilena, sostenuta dal ministro della guerra José Francisco Vergara.
La proposta di Vergara prevedeva di risalire il fiume fino a Manchay e proseguire verso nord per terreni molli e valli chiuse, senza acqua, per arrivare ad est di Lima attraverso Ate (vedere mappa di F. Machuca). Le truppe cilene sarebbero così arrivate alle spalle delle difese peruviane che non avrebbero potuto opporre una resistenza efficace.
Il piano aveva vari vantaggi: evitava un sanguinoso attacco frontale, aveva un grande effetto psicologico e facilitava la cattura degli sconfitti.
Esistevano tuttavia anche problemi difficili da risolvere. Il percorso non era agevole: sulle semplici piste era difficile e lento, se non impossibile, trasportare i pesanti pezzi di artiglieria e gli equipaggiamenti. Oltretutto, non c'era acqua fino a Lima e nelle valli sarebbe stato facile per l'esercito peruviano ostacolare la marcia della spedizione nelle valli chiuse che dovevano attraversare.
Alla fine, in un consiglio di guerra effettuata l'11 di gennaio con la partecipazione di Baquedano, José Francisco Vergara, tutti i generali, i colonnelli Velásquez, Lynch, Altamirano, Lira e l'inviato presidenziale Joquín Godoy, lo stato maggiore cileno decise l'attacco frontale. Si considerò che la marcia diretta da Lurín a San Juan era di 17 chilometri, mentre l'aggiramento verso Ate era tre volte più lungo, su terreni sabbiosi, senza l'appoggio della squadra navale, e su una linea molto estesa vulnerabile a un attacco sui fianchi.

### Situazione peruviana
Appreso lo sbarco cileno a Chilca, Nicolás di Piérola ordinò di costruire linee di difesa a sud di Lima, a San Juan e Miraflores, sotto la direzione dell'ingegnere austriaco Massimo Gorbitz e dell'ingegnere peruviano Felipe Arancivia. Nella collina San Cristóbal si costruì un potere chiamato "Ciudadela Piérola" incaricata all'ufficiale della fanteria di marina Manuel Villavicencio.
La linea di San Juan, lunga 15 km, si trovava a 12 km di Lima e si estendeva su una serie di colline dalla collina Marcavilca vicino alla caletta dell'Achira, attraverso le colline di Santa Teresa e di San Juan, fino a arrivare a Pamplona includendo le tenute Vásquez e Monterrico. Le difese avevano parapetti, fossati e campo di tiro liberato da alberi che potessero offrire copertura agli attaccanti.  Nelle zone di Santa Teresa, San Juan e altri luoghi, i difensori avevano installato mine. Sulla ferrovia Miraflores-Chorrillos c'era un treno blindato dotato di cannoni, e a fianco della ferrovia una linea telegrafica collegava lo stato maggiore con il fronte. Le colline Marcavilca e Morro Solare, in riva al mare, disponevano di trincee e batterie per difendersi contro un possibile sbarco a Chorrillos o La Chira.
Il capo dello stato maggiore peruviano era il generale Pedro Silva.
Il governo peruviano ordinò la costruzione di cannoni alle fabbriche peruviane White, Grieve e Selay. Le truppe peruviane avevano armi di diverse tipi e calibri: come fucili Chassepot, fucili Peabody, fucili Minié ad avancarica, carabine Remington di calibro. 43 e Calibro. 50. Dal dicembre di 1879 fino all'inizio della campagna di Lima il Perù aveva importato 30.000 fucili e 60 mitragliatrici oltre ad altri materiali bellici come siluri, dinamite,  ecc. Questa informazione è conosciuta, ma è stato trascurata più tardi dalla storia peruviana sotto l'influsso della sconfitta e della passione politica, afferma Jorge Basadre.
Sull'efficienza delle linee peruviane, il diplomatico argentino Dámaso Uriburu dice che "L'esercito che lui [il Dittatore] aveva organizzato per contribuire alla difesa della capitale aveva soltanto il nome di esercito ". L'ingegnere statunitense Paul Boyton narra che "Le truppe erano di indigeni reclutati nelle montagne e quasi forzati a combattere [...] Centinaia di loro non avevano mai veduto prima una città". Lo scrittore Robert Scheina, raccogliendo il racconto del fante di marina Theodorus Mason, indica che "L'artiglieria peruviana non era efficiente e le truppe erano armate con fucili di calibri differenti che spesso avevano le munizioni sbagliate"

In questa battaglia parteciparono sei ufficiali che sarebbero diventati presidenti del Perù: Justiniano Borgoño, Lizardo Montero, Guillermo Billinghurst, Miguel Iglesias, Andrés Avelino Cáceres e l'allora mandatario Nicolás di Piérola.

Alcuni comandanti delle forze opposte
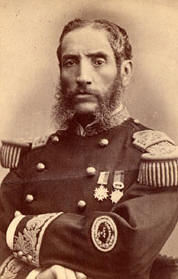
Andrés Cáceres, Comandante del IV Corpo peruviano
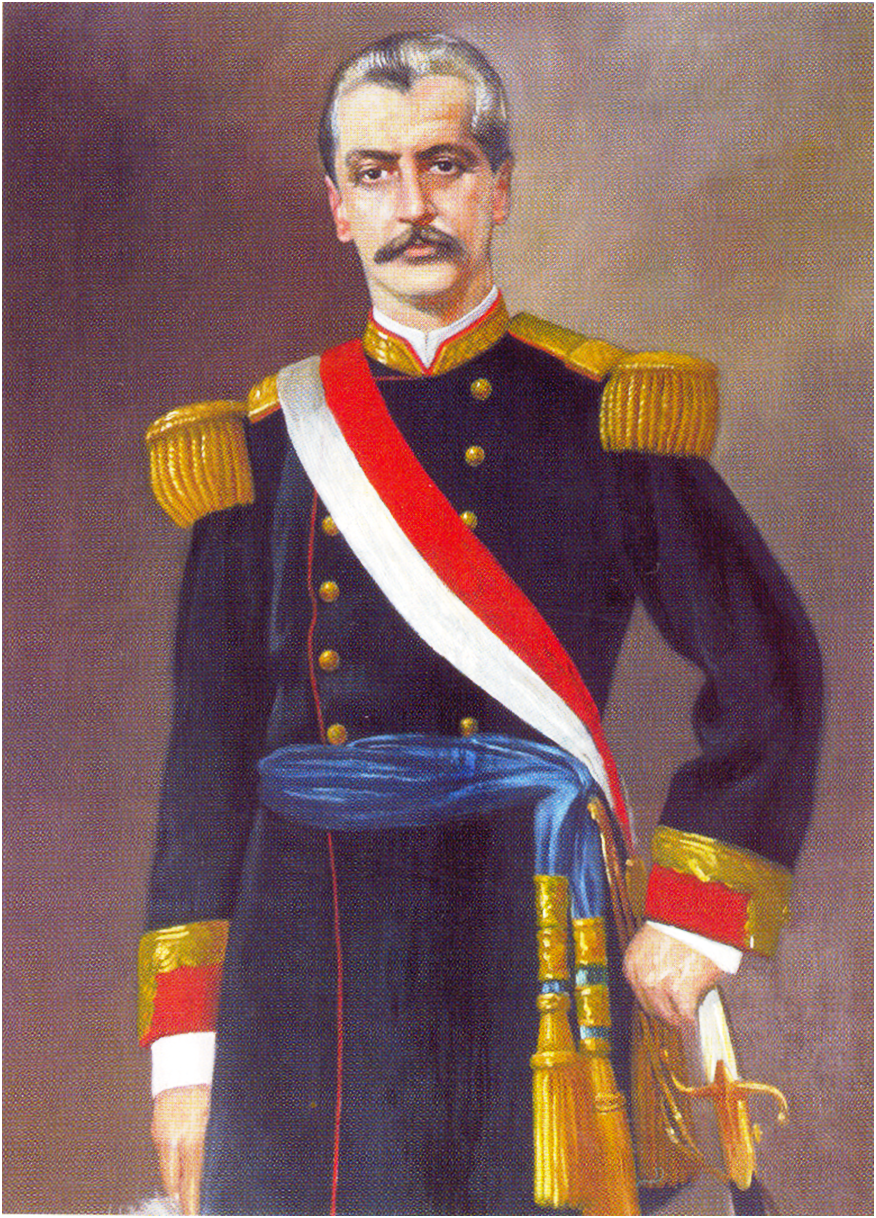
Miguel Iglesias, Comandante del I Corpo peruviano
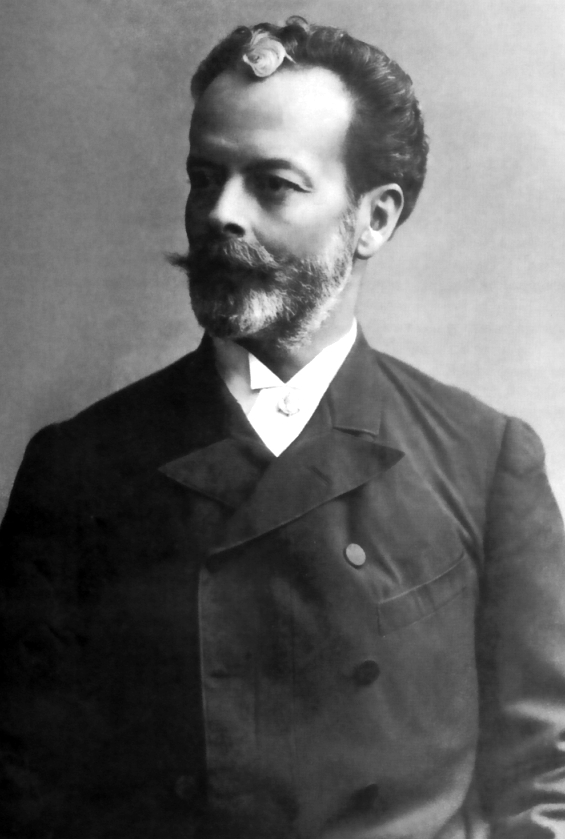
Dittatore e comandante in capo dell'esercito peruviano
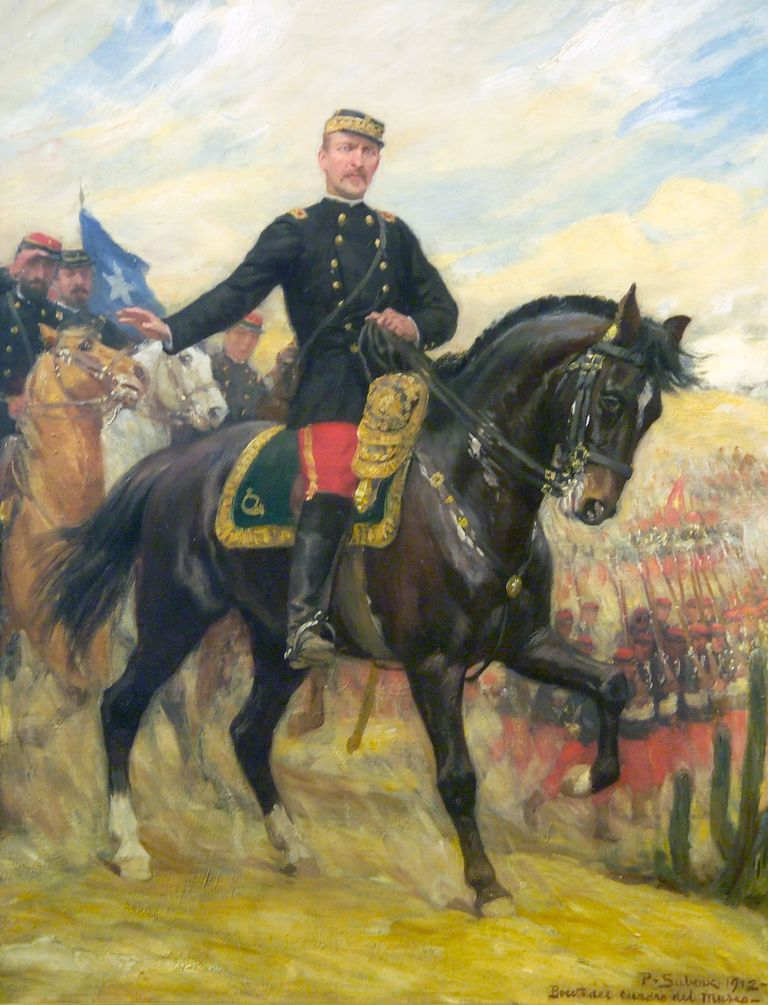
Manuel Baquedano, capo della spedizione cilena
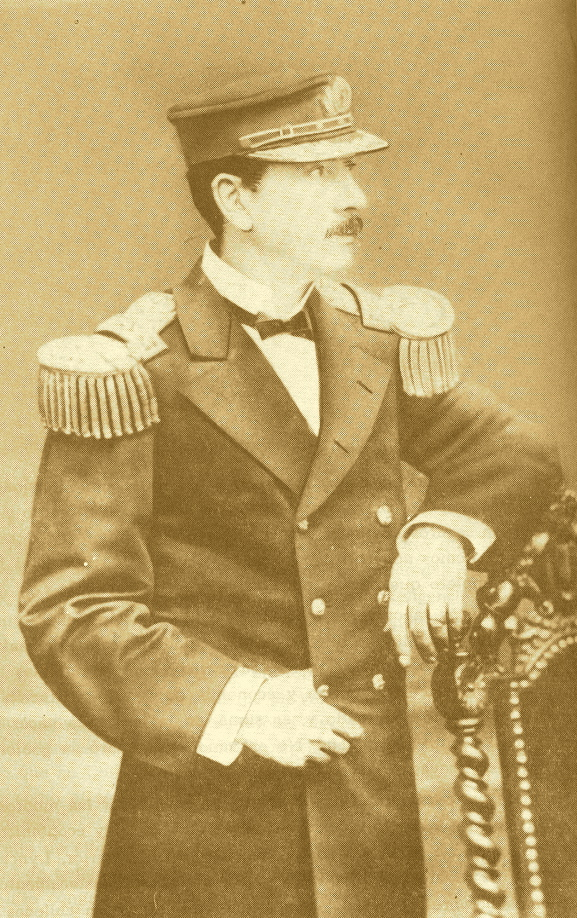
Patricio Lynch, comandante della 1. Divisione cilena
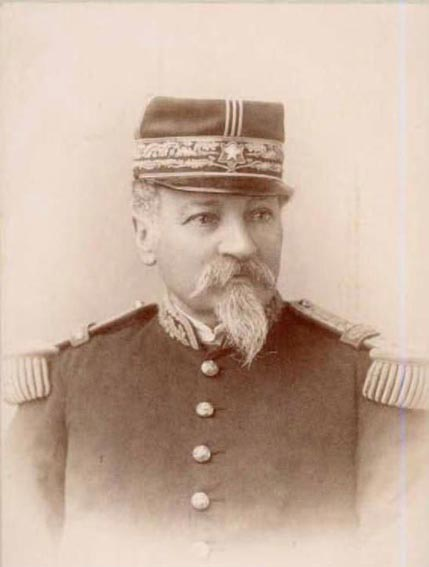
Emilio Sotomayor Baeza, comandante della 2. Divisione cilena

### Schieramento cileno
Intanto, l'esercito cileno, al comando del generale Manuel Baquedano, schierò le sue quattro divisioni; alla sinistra la 1.ª Divisione al comando di Patricio Lynch, al centro la 2.ª Divisione comandata da Emilio Sotomayor e più a destra la 3.ª Divisione al comando del comandante Pedro Lagos. Dietro si dispose la Riserva, sotto il comando del comandante e ingegnere militare Arístides Martínez.
Il piano di Baquedano consisteva nell'investire con le tre divisioni la linea nemica e spezzarla nel punto più debole.
Inoltre la flotta, al comando dell'ammiraglio Galvarino Riveros Cárdenas,  aveva ordinato di schierare nella notte del 13 di gennaio le navi cilene Blanco Encalada, Cochrane, O’Higgins e Pilcomayo di fronte al Morro Solar, con la missione di battere le difese peruviane di quella zona durante la battaglia quando si fosse fatto giorno. Ma poiché l'attacco di terra iniziò prima dell'alba e con la luce si videro le truppe cilene risalire la collina, le navi cilene non poterono cannoneggiare a tappeto la zona; si limitarono quindi a qualche salva di appoggio alle truppe di terra e a mitragliare da una lancia le posizioni peruviane.

## Battaglia
La disposizione delle forze mise Pastor Dávila di fronte a Pedro Lagos, Andrés Cáceres di fronte a Emilio Sotomayor, e Miguel Iglesias di fronte a Patricio Lynch. La riserva peruviana era comandata da Belisario Suárez, quella cilena da Arístides Martínez.
Benché secondo il piano di Baquedano le tre Divisioni cilene dovessero agire parallelamente, in realtà la nebbia di guerra causò dapprima il ritardo della Divisione di Sotomayor e poi consentì a Iglesias di respingere Lynch.  La battaglia si suole dividere in tre fasi: San Juan, Morro Solar e Chorrillos.

### Inizio delle azioni

Schema della disposizione di forze nelle battaglie di Chorrillos e Miraflores, in una mappa pubblicato con il libro di Diego Barros Arana.

Il giorno 12 di gennaio alle 16:00, i Reggimenti cileni cominciarono a uscire da Lurín per prendere posizione davanti alla linea di difesa peruviana. L'ampiezza della pampa (17 km) comportò una marcia difficile per le forze cilene. Il Reggimento Coquimbo e il Battaglione Melipilla della Divisione Lynch percorsero la strada costiera di Conchan fino all'estremità ovest del Morro Solar, il resto della Divisione si schierò davanti a Villa e Santa Teresa. La seconda Divisione (Sotomayor) ritardò ad arrivare fino alla vallata di San Juan, forse per un errore di percorso. La terza Divisione, di Lagos, puntò su Ataconco per impedire che Dávila potesse intervenire in aiuto di Iglesias o Cáceres. Alle 03:00 del giorno 13 i cileni arrivarono alle loro posizioni prima della battaglia, con l'eccezione di Sotomayor.
Alle 3:00, Cáceres iniziò la preparazione delle sue truppe distribuendo rancio e rum. Alle 4:30, il Comandante Lynch entrò in azione collegandosi con le forze di Cáceres, e il Battaglione del Colonnello Pablo Arguedas fu il primo in entrare in combattimento. La 2.ª Divisione di Sotomayor non arrivò ad intervenire efficacemente, ritardata di 45 minuti dall'oscurità, dalla nebbia e dalle difficoltà del terreno.
Il Generale Pedro Silva ordinò alla Riserva di Belisario Suárez di prendere posizione nella zona aveva occupato nei giorni precedenti, per rinforzare la zona tra San Juan e Pamplona.

### Villa
Le truppe sotto il comando di Iglesias erano disposte in piccoli gruppi, ed affrontarono la Divisione di Lynch. Anche il IV Corpo di Cáceres minacciava la 1ª Divisione di Lynch, tant'è che Baquedano, notando la situazione, ordinò a Martínez di appoggiare le forze di Lynch con le forze di riserva, e contemporaneamente incitò Sotomayor perché entrasse velocemente in combattimento. Alle 6:00 entrambi gli eserciti si trovarono in azione su tutto il fronte, sostenuti dall'artiglieria.
Sotomayor attaccò il fianco peruviano che difendeva le case di Villa, che, sotto la pressione della 2ª Divisione cilena, cedette vicino alle 8:00 del mattino;  il sergente Daniel Rebolledo Sepulveda del Reggimento Buin fu il primo ad entrare con la bandiera a Villa. Iglesias riunì i Battaglioni Guardia Peruviana n. 1 e Callao n. 9 che avevano combattuto a Villa, riunendoli con i battaglioni Cajamarca n. 5, Tarma n. 7 e Trujillo n. 11, per un totale di 2.500 uomini, riorganizzandoli in direzione di Marcavilca.

### San Juan
Il generale Emilio Sotomayor, che aveva ricevuto l'ordine di attaccare il centro della linea peruviana, decise allora di concentrare l'attacco tra San Juan e Pamplona. Il colonnello Gana, di sua iniziativa, aveva inviato il Reggimento Buin verso le alture a sud di San Juan, prima che Sotomayor arrivasse lì, preparandosi a sostenere l'assalto. Nel percorso tra Lurín e Pachacamac si scontrarono con la colonna di guardie del colonnello Negrón e la dispersero. Visti i movimenti delle forze cilene, il generale Silva ordinò che i battaglioni Ayacucho 83 e Libertad del corpo di Dávila coprissero la zona tra San Juan e Pamplona.
Sotomayor iniziò l'attacco tra San Juan e Pamplona, attaccando la linea peruviana in una direzione a 45º, lasciandosi alle spalle per il momento la 2ª Divisione e attaccando l'ala sinistra che difendeva Dávila, coperti dal Regimiento Buin, puntando alla trincea difesa dai battaglioni Ayacucho 83 e Libertad. Sotomayor ordinò anche alla 2ª Brigata, comandata da Orozimbo Barbosa che seguiva, di attaccare di fronte e verso sinistra le trincee di Dávila.
Dato che l'assalto continuava in questo punto, il general Pedro Silva inviò lo Huánuco 17 del corpo di Suárez, ma il suo comandante, il colonnello Mas, rimase ferito all'inizio dell'attacco. Silva decise di inviare anche il battaglione Paucarpata 19 della riserva, che non riuscì però a sostenere lo Huánuco 17, perché si scontrò nella pampa Gramadal con le forze cilene, ed il suo comandante, il colonnello José Gabriel Chiriarse, restò ucciso.
Il Reggimento Buin attaccò il ridotto della collina Viva il Perù attaccandolo di fronte e di fianco. Vedendo che i cileni conquistavano la posizione, i battaglioni peruviani che stavano arrivando a rinforzarla si ritirarono insieme ai difensori superstiti.  Il Paucarpata 19 si sbandò e si ritirò dalla linea, come pure l'Huánuco 17. Il generale Silva decise di inviare il battaglione Canta, ma l'Ayacucho 83 e il Libertad, già sbandati, si ritirarono dalla posizione che difendevano. In seguito la divisione cilena si diresse ad est, impegnando gli altri battaglioni di Dávila, che ordinò il ripiegamento attraverso La Calera, ritirandosi dalla linea di San Juan.

### Santa Teresa
Al centro, le forze di Canevaro e Cáceres furono attaccate anche sul fianco sinistro. Il generale Silva ordinò di inviare il battaglione del colonnello Augusto Barrenechea e poi il battaglione del colonnello Lorenzo Rendón per appoggiare Canevaro. La posizione si rivelò impossibile da sostenere e la linea fu abbandonata. Il generale Baquedano inviò i Carabineros di Yungay al comando del tenente colonnello Manuel Bulnes Pinto, appoggiati dai Granatieri di Tomás Yávar, con l'ordine di ostacolare la ritirata peruviana. Il generale Silva da parte sua inviò la 5ª Brigata di cavalleria al comando del colonnello Morale Bermúdez, per proteggere la ritirata delle forze peruviane.
Una mina antiuomo ferì il comandante Bulnes, ma egli continuò a comandare il suo reggimento; non così avvenne per Yávar, colpito da una pallottola attraverso la gola. I Carabineros e i granatieri continuarono l'attacco fino a arrivare alla Pampa di Tebes, dove dovettero arrestarsi per la reazione peruviana. Nella ritirata, Cáceres e Canevaro si adoperarono a riunire i dispersi, riorganizzandoli per poter affrontare le truppe cilene.
Il generale Silva ordinò che i battaglioni restanti della riserva del corpo di Suárez si dirigessero a Chorrillos, subendo perdite nella ritirata. I colonnelli Cáceres, Valle e Carrillo si occuparono di riunire i dispersi per dirigerli a Barranco in direzione della linea di Miraflores.

### Marcavilca e Morro Solar
Alle 5:30 il colonnello peruviano Arnaldo Panizo Avasolo,  informato dell'inizio della battaglia, si installò nel Morro Solar. L'artiglieria era composta dalla prima batteria "Martire Olaya" al comando del tenente colonnello Nicanor Beúnza e il colonnello Eulogio Carlín, con due cannoni Parrot da 70 libbre con una portata di tiro di 4.000 metri. Verso il mare erano piazzati un cannone Rodman e un Whitworth che erano appartenuti alla corvetta Uniòn. La seconda batteria "Provisional" puntava verso San Juan e Villa con due cannoni antiquati da 32 libbre con una portata di 3.500 metri.
Nella collina Marcavilca si trovavano una mitragliatrice Nordenfeldt e 2 pezzi di artiglieria sistema "Clay" di campagna da 9.
Il colonnello Miguel Iglesias, capo del I Corpo dell'esercito, riunì i battaglioni Guardia Peruana n.º 1 e Callao n.º .9 che avevano combattuto a Villa, che insieme ai i battaglioni Cajamarca n.º .5, Tarma n.º 7 e Trujillo n.º 11 contavano su 2.500 soldati in direzione di Marcavilca.
Dopo le azioni di San Juan, parte della 2.ª Brigata Della 1.ª Divisione, composta dai reggimento 4.º Di Linea Chacabuco, più l'artiglieria della marina avanzarono verso Marcavilca. Il colonnello Arnaldo Panizo osservò dal Morro Solar il ripiegamento delle forze di Iglesias e protesse la sua ritirata con la batteria Provisional""Provvisoria".  Iglesias organizzò l'attacco con l'I corpo e in questo modo l'avanzata cilena fu fermata vicino alla collina "la Calavera" (Il Teschio). In questo punto il reggimento Chacabuco perse 19 ufficiali e 350 soldati, compreso il suo comandante Toro Herrera (ferito) e il secondo comandante maggiore Belisario Zañartu (morto); il comando fu assunto dal maggiore Quintavalla. Lo stesso accadde al Reggimento 4.º Di Linea.
Patricio Lynch chiese rinforzi, ma la sua staffetta fu uccisa Baquedano non si rese conto delle sue difficoltà nel villaggio di Chorrillos. In questo momento cominciarono a mancare le munizioni per l'artiglieria e la fanteria dové retrocedere. Si sollecitarono rinforzi al comandante Pedro Laghi che si trovava a San Juan. Il primo ad accorrere in aiuto della divisione di Lynch fu Diego Dublé Almeyda comandante del regimiento Atacama, che portò con sé anche munizioni. Ciò permise che si arrestasse la ritirata cilena e l'offensiva continuasse.
Iglesias sferrò un contrattacco guidato dal battaglione "Liberi di Trujillo" del colonnello Justiniano Borgoño e dal battaglione Zepita n.º .29 di Suárez che attaccarono le truppe cilene facendole retrocedere e recuperando le posizioni che avevano perduto a Santa Teresa.
Alle 7:00 del mattino, la cannoniera Pilcomayo e la lancia Toro iniziarono a sparare contro le posizioni peruviane del Morro Solar, e ingaggiarono un duello durato un'ora con i cannoni che puntavano verso il mare.
I reggimenti 4.º Di Linea, Chacabuco e l'artiglieria cilena furono rinforzati con un battaglione del reggimento Valparaíso e gli zapadores. Guidata da Francisco Barceló arrivò la 2.ª Brigada della III divisione, composta dai reggimenti Conception e Santiago, più i battaglioni Bulnes, Valdivia e Caupolicán, questo ultimo comandato da José María del Canto.
Davanti questi rinforzi cileni gli uomini del I corpo di Iglesias si ritirarono verso Marcavilca dove combatterono insieme ai resti dei battaglioni che si erano scontrati a Villa e Santa Teresa. Miguel Iglesias e altre forze peruviane come il Zepita n.º .29, trovandosi di fronte alla retroguardia cilena, decisero di puntare su Chorrillos. Piérola si trovava a Marcavilca durante queste azioni e si ritirò a Miraflores quando Iglesias si ritirò.
I reggimenti Coquimbo e Melipilla si avvicinarono dalla Conchán e furono attaccati dal battaglione "Guardia Peruana" n.º 1, al comando di Carlos di Piérola e dal battaglione Ayacucho n.º 3 dalla collina Marcavilca, e interruppero l'avanzata.
Patricio Lynch divise le sue forze in due; una doveva attaccare di fronte, mentre l'altra doveva avanzare sul fianco della collina.
Il comandante Soto attaccò dal fianco, ma sotto i colpi dell'artiglieria peruviana fece fermare le sue truppe e le mandò all'assalto delle posizioni peruviane, perdendo la vita nel tentativo; il comandante del reggimento Melipilla dovette assumere il comando e accanto al comandante del reggimento Coquimbo, Marziale Pinto Agüero, riuscirono a far sloggiare i difensori peruviani. Alle 12:00, le forze del I Corpo peruviano abbandonavano le posizioni a Marcavilca e si ritirarono verso Chorrillos e il Morro Solare, attaccati dai cileni che arrivavano da Marcavilca. Miguel Iglesias fu catturato dalle forze cilene presso Chorrillos. Alla 1:45pm dopo aver disceso la collina Panteon,
Il Zepita n.º. 29 riesce entrare per la strada Lima e a combattere a Chorrillos.
Alle 13:45 sulla sommità del Morro Solar si trovano gli ultimi 100 soldati di diversi battaglioni del I corpo, e gli artiglieri della batteria "Martire Olaya" al comando del colonnello Arnaldo Panizo che,  circondati,  difendono la posizione. Alla fine le truppe cilene occuparono la piana del Morro Solar.
Nelle azioni da Marcavilca fino al Morro Solar, l'esercito cileno subì la perdita di 88 ufficiali e 1.873 soldati tra morti e feriti. Dei 5.200 uomini di Iglesias che combatterono qui, 280 uomini furono fatti prigionieri. Tra questi c'erano il colonnello Miguel Iglesias, Guillermo Billingurst, Carlos di Piérola, fratello di Nicolás di Piérola. Tra i morti ci fu Alejandro Iglesias, figlio di Miguel Iglesias.

### Chorrillos

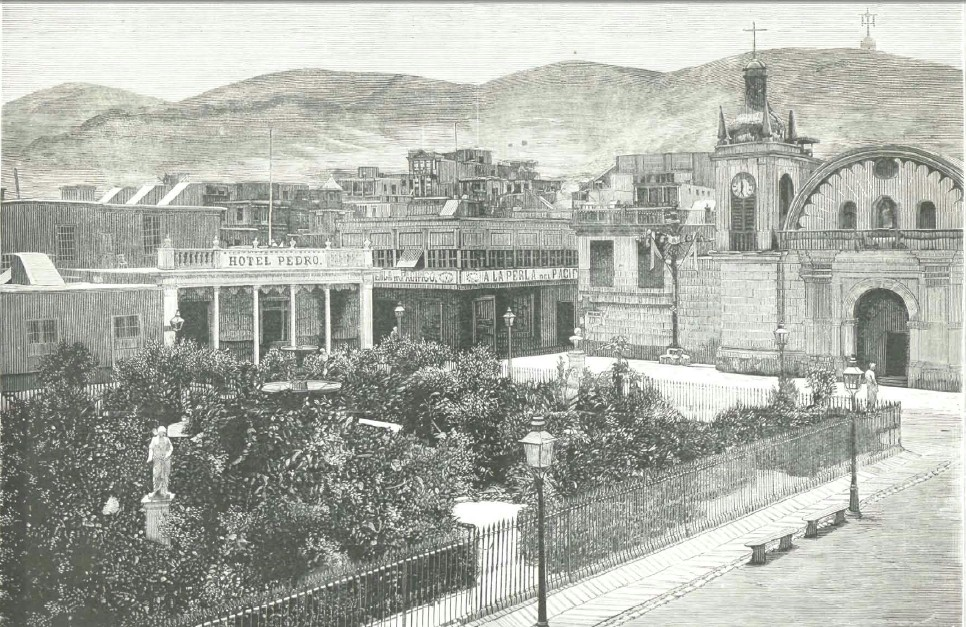
Incisione della piazza principale di Chorrillos prima della battaglia. Al fondo il Morro Solar.
La ilustración Española y Americana. Año XXV. NUM XVII

Al borgo di Chorrillos furono inviati i battaglioni del corpo di Suárez che non avevano partecipato a San Juan. Suárez, vedendo la difesa che realizzava Iglesias al Morro Solar, proseguì a difendersi.
Dopo le azioni a San Juan, il generale Baquedano riorganizzò lo schieramento cileno e alle 10:30 del mattino inviò a Chorrillos l'intera divisione di Emilio Sotomayor insieme alla brigada di Urriola, due brigate di artiglieria di montagna, quella di artiglieria di campagna e ordinò infine il trasferimento del quartier generale in un punto più vicino all'azione prevista. I reggimenti Bulnes e Conception dovevano partecipare insieme alle azioni nel Morro Solar e a Chorrillos. L'artiglieria cilena protesse sia l'avanzata della Divisione di Sotomayor verso Chorrillos sia quella della brigata di Francisco Barceló per il Morro Solare.
Vedendo l'avanzata cilena verso Chorrillos, il colonnello Arnaldo Panizo che si trovava nella sommità del morro, ordinò alla batteria Martire Olaya di sparare contro i cileni in avanzata,  riuscendo ad arrestarli tre volte sulla strada tra San Juan e Chorrillos.

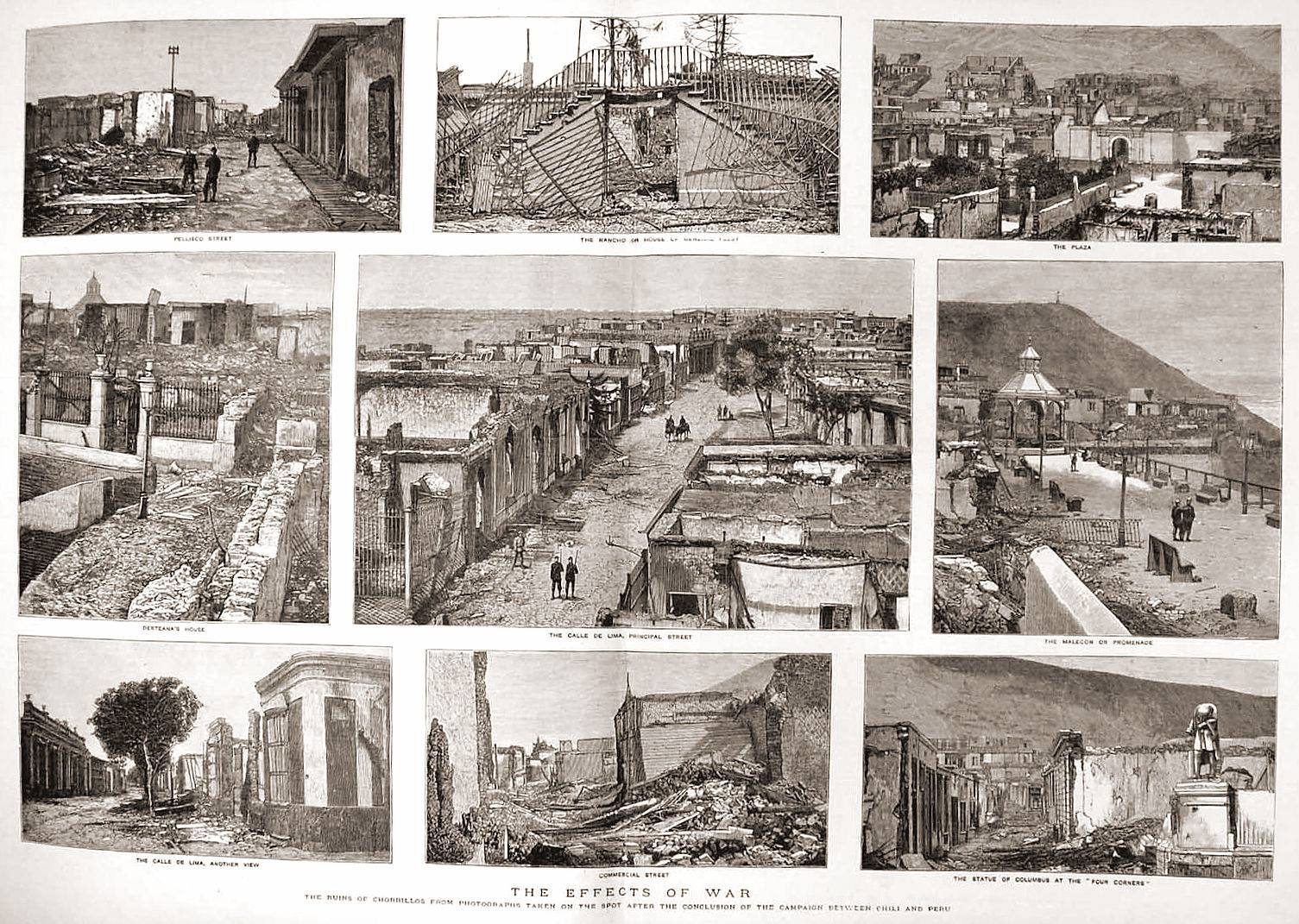
Chorrillos Dopo la battaglia.

Suárez difese la sua posizione con il battaglione Zepita 29 al comando di Isaac Recabarren, che fu decimato, e successivamente inviò i battaglioni Ancash 25 e Jauja 23, che dovettero però ritirarsi da Chorrillos. Questo fu circondato dalle truppe di Pedro Lagos e Urriola. I reggimenti cileni Bulnes e Valdivia si avvicinarono alla parte del villaggio che si estendeva verso il Morro. Il reggimento Esmeralda, il 3.º Di Linea, un battaglione del reggimento Valparaíso più il reggimento Aconcagua avanzarono verso il nord del villaggio.
Suárez organizzò i dispersi dell'Ancash 25 e il Jauja 23 che accanto alla Conception affrontarono nuovamente le forze cilene.  I difensori peruviani si trincerarono in ogni casa, angolo e stanza, e gli atacantes cileni per sloggiarli diedero fuoco alle case. Dalla linea di Miraflores furono inviati rinforzi con il treno blindato, ma questo fu ritardato dal fuoco di artiglieria e dalla fanteria cilena. Le truppe di Suárez alla fine si ritirarono via Barranco in direzione della linea di Miraflores. I combattimenti a Chorrillos, che fu distrutto quasi totalmente dall'azione dell'artiglieria e delle truppe cilene, durarono quasi tre ore.

## Dopo la battaglia

### Dati

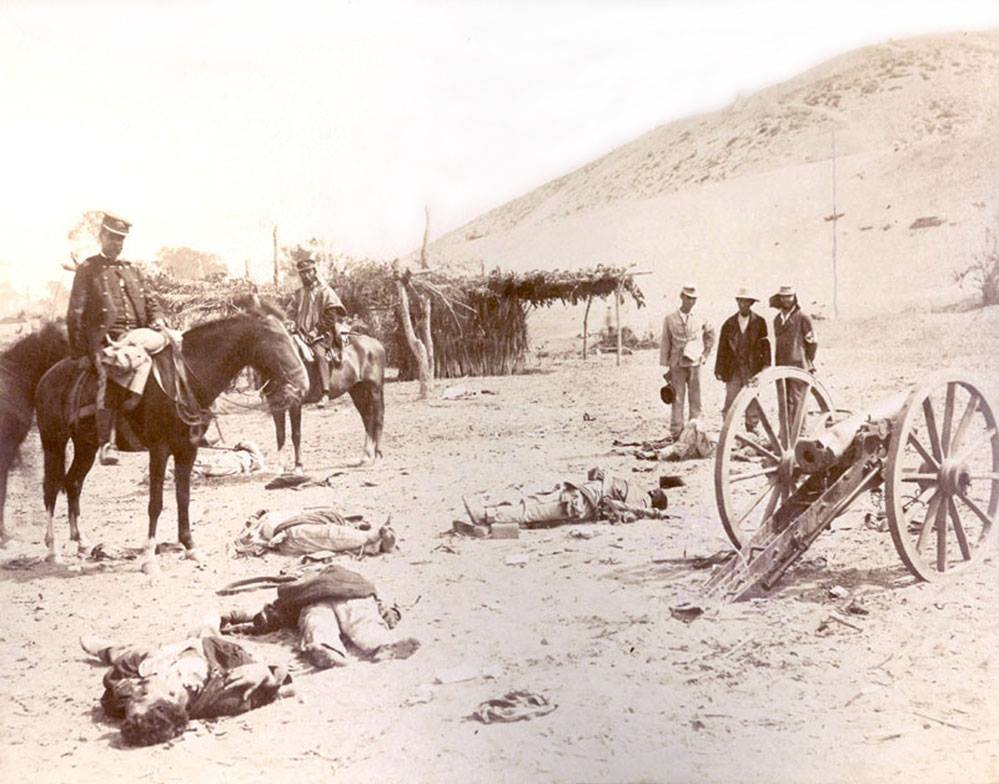
Ufficiali cileni a cavallo e un'ambulanza accanto a soldati peruviani caduti in battaglia.

Riguardo alle perdite cilene durante la battaglia, una relazione ufficiale dello stato maggiore dell'esercito cileno segnala che furono di circa 700 morti e 2.500 feriti. Il colonnello svedese Wilhelm Ekdahl, che realizzò uno studio su questa guerra, dà una cifra più precisa in relazione alle perdite di questa battaglia, indicando 797 morti e 2.521 feriti. Altre fonti, come lo storico Jorge Basadre elevano le cifre segnalando che solo i morti cileni sarebbero tra 4.000 a 5.000 ma senza documentare queste cifre. Per parte sua, lo storico Gonzalo Bulnes indica che l'esercito cileno perse 699 uomini e ebbe 2.522 feriti. La maggiore percentuale in questo terribile bilancio appartiene alla divisione di Lynch che ebbe 1.843 perdite. Altri storici come Francisco Antonio Encina e Leopoldo Castedo stimano che le cifre di perdite della prima divisione (Lynch) corrispondano solo al numero di morti, anche se Lynch nel suo rapporto ufficiale della battaglia chiarisce che questa cifra corrisponde a morti e feriti.
Le perdite peruviane sono difficili di precisare, mancando una relazione ufficiale e esatta ma sia da fonti dirette che indirette si può che furono elevate. La lettera di Nicolás di Piérola a Julio Tenaud indica che a Miraflores si riunirono 6.000 combattenti di questa battaglia, mentre 12.000 si dispersero, furono uccisi o feriti, o fatti prigionieri. Il tenente di marina statunitense e osservatore della guerra Theodorus Mason dice che i peruviani ebbero 1.500 morti, 2.500 feriti e 4.000 prigionieri. Ekdahl segnala che dopo questa battaglia l'esercito peruviano fu ridotto per le perdite a un 65%. Basadre calcola i caduti peruviani in 4.000 a 6.000 morti più 4.000 feriti e 2.000 prigionieri. Beniamino Vicuña Mackenna dice che le perdite peruviane furono 6.000 tra morti e feriti,  e 1.615 prigionieri. Encina e Castedo Segnalano che si registrarono 6.000 perdite peruviane tra morti e feriti, aggiungendo a questo numero 2.000 prigionieri non feriti e 6.000 superstiti che si dispersero.
La pubblicazione "Illustración Española y Americana" dell'8 di maggio del 1881 indica che i morti furono 2.500 cileni e 4.000 peruviani, ma senza documentare queste cifre.

### Disordini
Uno dei punti più controversi nelle storiografie di entrambi i paesi tratta delle conseguenze dell'entrata dell'esercito cileno nelle terme di Chorrillos e Barranco (e poi di Miraflores).
Le divergenze non sono solo tra storici cileni e peruviani. Tra gli stessi storici cileni si discute la possibilità di che questi saccheggi e disordini fossero solo fatti isolati.
Alcuni soldati cileni aprirono le porte di negozi di liquori e cominciarono a bere a livello smodato, abbandonando la disciplina fino a uccidere i propri ufficiali. Uno degli ufficiali cileni morti nel cercare di controllare gli eccessi della truppa fu Baldomero Dublé Almeyda, fratello di Diego Dublé Almeyda. Questi disordini sono stati descritti in diari dei soldati cileni Hipólito Gutiérrez e Justo Abel Rosales, nei rapporti degli ufficiali peruviani, e nelle testimonianze di alcuni stranieri come William Acland e Paul Boyton, che era stato assoldato dal governo peruviano per lanciare siluri contro le navi cilene.
Durante la notte Cáceres e César Canevaro insistettero per avanzare verso Chorrillos con cinquemila soldati peruviani, per attaccare di attacco sorpresa i cileni. Piérola negò l'autorizzazione a questa operazione che considerò molto rischiosa. Cáceres, nelle sue memorie, insiste a sostenere che si perse una opportunità unica per infliggere al nemico un grave rovescio: quello che è certo è che, anche non contando i soldati cileni ubriachi e sbandati (chi, secondo calcoli dello storico Carlos Dellepiane, non superavano i duemila), il grosso dell'esercito cileno si trovava al riparo da ogni sorpresa.

### Tregua

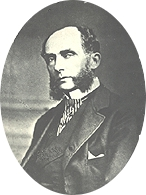
L'Ammiraglio Petit Thouars.

Al mattino del 14 gennaio, il ministro cileno José Francisco Vergara, su sollecitazione di gran parte dell'alto comando cileno e volendo evitare il ripetersi di situazioni già verificatesi, inviò il colonnello Miguel Iglesias insieme a Isidoro Errazúriz come emissari al dittatore Nicolás di Piérola per segnalare la "inutilità di spargere altro sangue". Iglesias poté parlare con Piérola, ma Errazúriz non fu ricevuto, giacché Piérola volle parlare solo con un inviato ufficiale. Iglesias rispettò l'impegno di ritornare come prigioniero.
Allo scopo di salvaguardare le proprietà della città, tra le quali le proprietà di stranieri, si nominarono come parlamentari della tregua i consoli stranieri M. Di Vorges di Francia, Spencer Saint John di Gran Bretagna e Jorge Tezanos Pinto di El Salvador, che arrivarono in un treno con bandiera bianca a Chorrillos da Lima. Nel pomeriggio del giorno 14 si riunirono con l'alto comando cileno, ma Baquedano li convocò per il mattino del 15 per che considerò che fosse già troppo tardi.
La riunione ebbe quindi luogo il giorno 15 di gennaio tra i diplomatici stranieri e i cileni Manuel Baquedano, Guillermo Lira e José Francisco Vergara. Manuel Baquedano esigeva la resa incondizionata del Callao. I negoziatori gli chiesero tempo per consultarsi con Piérola. Si stabilì verbalmente una tregua fino alle 12. Le truppe cilene realizzarono alcuni movimenti sul campo.
Mentre Nicolás Di Piérola si trovava a Miraflores per ricevere gli stranieri Tezanos Pinto, Di Vorges, Saint John, Sterling e Ammiraglio Petit Thouars e valutare le condizioni chieste dai cileni, il generale Manuel Baquedano, il colonnello Pedro Lagos e altri ufficiali effettuavano ricognizioni sul terreno. Un confuso incidente (una sparatoria incrociata) diede inizio alla Battaglia di Miraflores alle 2:30 pm del 15 gennaio 1881.